# Meamea Thomas
Pour les articles homonymes, voir Thomas.
Meamea Thomas (né le 11 septembre 1987 à Tarawa, mort le 23 juin 2013  à Betio) est un haltérophile kiribatien.

## Biographie
En 2003, Meamea Thomas remporte deux médailles d'or lors des Jeux du Pacifique Sud de 2003 à Suva.
Représentant et premier porte-drapeau olympique lors de la première participation des Kiribati aux Jeux olympiques d'été de 2004 à Athènes dans la catégorie moins de 85 kg, il atteint la 13e place, après avoir soulevé plus de 292 kg. Il ne participe pas aux jeux de 2008.
En 2009, il gagne trois médailles d'or lors des Mini jeux du Pacifique (en).
Il gagne l'argent lors de sa participation aux Jeux du Pacifique de 2011.
Il est sacré champion d'Océanie en 2004 et 2010.
Il meurt le 23 juin 2013. Il voit une voiture arrivant à vive allure allant percuter un cycliste. Il court à son secours en poussant le cycliste et est percuté à sa place. Il meurt instantanément. Le conducteur était ivre.